# Perforin
Perforini so citolitični proteini, ki se nahajajo v sekretornih zrncih naravnih celic ubijalk in citotoksičnih limfocitov T. Po sprostitvi v večini primerov MACPF domena proteina napade celično membrano (plazmalemo) tuje celice in tako omogoči vgradnjo proteina v plazmalemo. Čeprav so pore zadostne za uničenje (lizo) celic pri visokih koncentracijah perforinov, v normalnih pogojih pore pravzaprav omogočijo prehod grancimov, serinskih proteaz, ki v tujih celicah inducirajo apoptozo, tj. programirano celično smrt, in jo tako uničijo.